# 建御名方彦神別命
建御名方彦神別命（たけみなかたひこかみわけのみこと）は、民間伝承（諏訪信仰）の神。

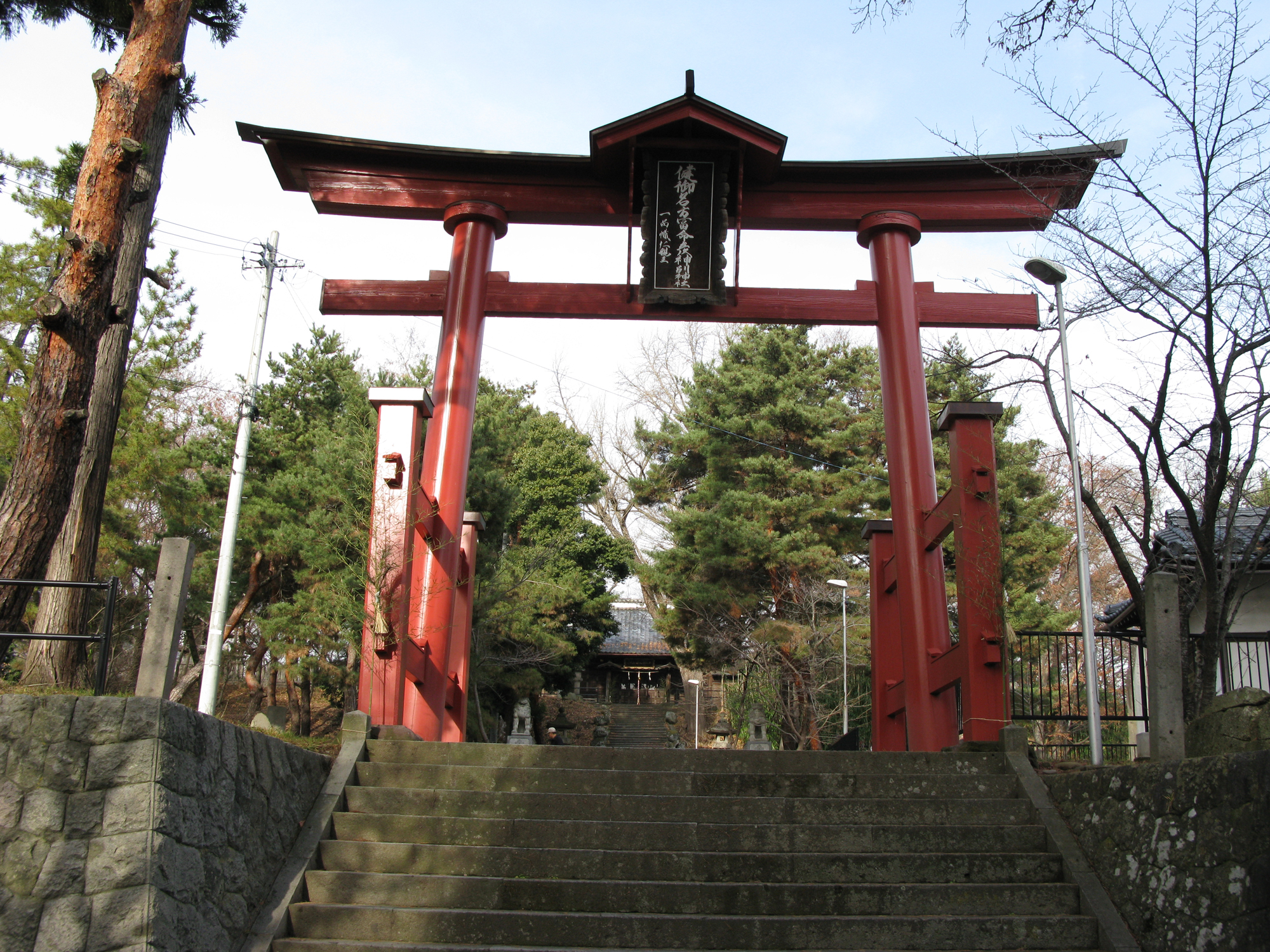
鳥居
額「健御名方富命彦神別神社」は有栖川宮幟仁親王の筆。

## 概要
『延喜式』神名帳に記載される信濃国水内郡の式内社（名神大社）・健御名方富命彦神別神社の祭神とされ、建御名方神の長子と伝わる。
文献では、持統天皇5年（691年）に天皇の命で信濃国に「水内神」を祀らせたとする記述があり、これが文献上初見とされる。『延喜式』神名帳に「水内神」の記載はないが、上記の通り健御名方富命彦神別神社が水内郡唯一の大社であることから、この「水内神」は健御名方富命彦神別神社を指すと考えられている。
一般に建御名方神と八坂刀売神の御子神とされる。
明確に建御名方彦神別命を祀る神社は健御名方冨命彦神別神社 (長野市信州新町)だけであるが、健御名方富命彦神別神社 (飯山市)では御子神6柱を祀っている。

## 系譜
建御名方神が八坂刀売神を娶って生んだ子で、御子神に庭津女神、馬背神、八須良雄命、知努命、沙南豆良姫命（一説に佐那都良雄命）、武彦根命がいる。

## 後裔氏族
子の智弩神（智努命）の後裔は千野氏になったとされる。

## 祀る神社
- 健御名方富命彦神別神社（長野県長野市信州新町）
- 妻科神社（長野県長野市南長野）
- 諏訪大社上社前宮 摂社・若御子社（長野県茅野市宮川）
- 諏訪大社下社春宮 摂社・若宮社（長野県諏訪郡下諏訪町）
- 諏訪大社下社秋宮 摂社・若宮社（長野県諏訪郡下諏訪町）